# Cymothoe lurida
Cymothoe lurida är en fjärilsart som beskrevs av Butler 1871. Cymothoe lurida ingår i släktet Cymothoe och familjen praktfjärilar. Inga underarter finns listade i Catalogue of Life.